# Sucá (Talmud)

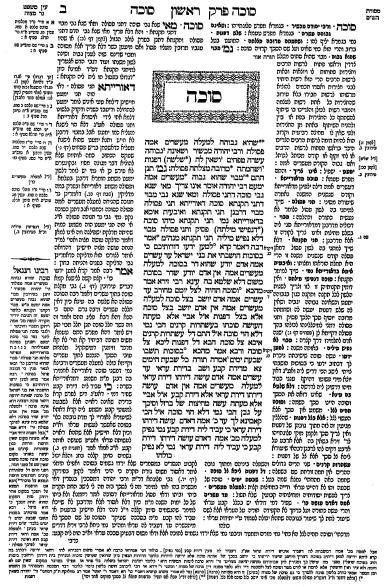
La primera página del Tratado de la Sucá

Sucá (en hebreo: סוכה) es un tratado de la Mishná y del Talmud. Es el sexto tratado del orden de Moed. Sucá se ocupa principalmente de las leyes relacionadas con la fiesta judía de Sucot. El tratado tiene cinco capítulos. En este tratado se exploran los siguientes temas:
- La Sucá, o tabernáculo, en el que se vive durante la festividad de Sucot.

- Las leyes relativas a cada una de las cuatro especies de plantas que se agitan durante las oraciones en la festividad de Sucot.

- La celebración de la extracción del agua (en hebreo: שמחת בית השואבה) (transliterado: Simjat Beit HaShoeiva) que había tenido lugar en el Templo de Jerusalén durante las noches de Sucot.[1]

La Mishná forma parte del Talmud y es la base de la ley judía y rabínica, también llamada Halajá, conjuntamente con la Torá, la ley escrita. posteriormente la Mishná fue ampliada y comentada durante tres siglos por los sabios (los jajamim) de Babilonia, estas discusiones dieron lugar a la Guemará, el comentario de la Mishná. Existen dos versiones del Shas, el Talmud de Babilonia y el Talmud de Jerusalén.